# シュミット村木眞寿美
シュミット 村木 眞寿美（シュミット むらき ますみ、1942年。 - ）は、ノンフィクション作家。東京都出身。

## 来歴
早稲田大学大学院（美学専攻）在学中に寺山修司構成のドキュメンタリー「日の丸」にインタビュアーとして出演。大学院修了後ストックホルム大学に留学。1968年にドイツ・ミュンヘンへ移住し、現在はドイツ国籍。
1998年には日本ベルツ賞を受賞。

## 主な著書
- 飛行機ミュンヘンに着陸します 女一人日本脱出記 新書館, 1971年
- ふるさとドイツ　三修社文庫, 1986年
- 花・ベルツへの旅 講談社, 1993年
- レイモンさんのハムはボヘミアの味 河出書房新社, 2000年
- クーデンホーフ光子の手記 河出書房新社, 1998年／河出文庫, 2010年。編訳
- ミツコと七人の子供たち　講談社, 2001年／河出文庫, 2009年
- 五月の寺山修司 河出書房新社, 2003年
- もう、神風は吹かない－「特攻」の半世紀を追って 河出書房新社, 2005年
- 左手のピアニスト－ゲザ・ズィチから舘野泉へ 河出書房新社, 2008年
- ロースハムの誕生－アウグスト・ローマイヤー物語 論創社, 2009年
- ルードヴィヒ二世の生涯　生い立ちの謎から死の真相へ 河出書房新社, 2011年
- ヨーロッパ石庭づくりの旅　私の庭にはベートーヴェンがいる 論創社, 2015年